# Schuco Piccolo
Schuco Piccolo er benævnelsen for de minibamser, som den tyske legetøjsfabrik Schuco producerede fra 1920'erne til 1970'erne.
I forvejen havde fabrikken fremstillet små aber på ca. 6 cm. De havde metalkrop inde under mohair-pelsen, mens hænder og fødder var af filt. De første bamser havde samme kropsbygning, men blot med et bjørnehoved. Senere fik de en antydning af fødder, men uden filt. De blev lavet i mange forskellige farver, men kun i to størrelser: 6 cm og 9 cm.
Nogle af bamserne var meget specielle: En type indeholdt pudderdåse, spejl og læbestift. Andre indeholdt en parfumeflaske. En lidt større bamse havde en såkaldt "yes/no-funktion": Hvis man styrede med den lille hale, kunne man få bamsen til at nikke eller ryste på hovedet. En af de sidste specialbamser var en Janus-bamse, som ved hjælp af en lille skrue mellem benene kunne skifte mellem et sødt bamsehoved på den ene side og et groteskt grinende hoved på den anden. Fabrikken fremstillede også Berliner-bjørne med krone og et lille skærf med teksten "Berlin ist eine Reise wert" (da. Berlin er en rejse værd).
Schuco-fabrikken ophørte med at fabrikere bamser i 1976. Karl og Heike Bär købte senere nogle af Schucos mønstre, og fremstillede nogle kopier, bl.a. Berliner-bjørne. I 1990 fremstillede de i anledningen af Tysklands genforening en genforeningsbamse i landets nationalfarver: Rød, gul og sort.
I Danmark blev bamserne kendt via børneudsendelsen Ingrid og Lillebror.